# Escrime aux Jeux méditerranéens de 2022
Pour un article plus général, voir Jeux méditerranéens de 2018.
Navigation
2018 Tarente 2026
Les épreuves d'escrime des Jeux méditerranéens de 2022 se déroulent du 3 au 5 juillet 2022 au Mohammed Ben Ahmed Convention Center, à Oran (Algérie). Six titres sont attribués, un pour chaque arme, uniquement dans les catégories individuelles. L'Italie est la nation la plus médaillée avec treize médailles dont deux en or, suivie par l'Égypte (trois médailles dont deux en or) et l'Algérie et la Serbie ex æquo (une unique médaille d'or).

## Nations participantes
Lors de ces Jeux, 108 athlètes venus de 16 nations prennent part aux différentes épreuves.
| - Algérie (18) - Croatie (1) - Chypre (3) - Égypte (9) - Espagne (8) | - France (18) - Italie (18) - Libye (3) - Liban (2) - Maroc (3) - Macédoine du Nord (2) | - Portugal (4) - Slovénie (2) - Serbie (2) - Tunisie (5) - Turquie (10) |

## Résultats

### Podiums masculins
| Épreuves                               | Or               | Argent          | Bronze                            |
| -------------------------------------- | ---------------- | --------------- | --------------------------------- |
| Épée individuel résultats détaillés    | Mohamed El-Sayed | Valerio Cuomo   | Matteo Tagliariol Giacomo Paolini |
| Fleuret individuel résultats détaillés | Veljko Ćuk       | Carlos Llavador | Davide Filippi Mohamed Hamza      |
| Sabre individuel résultats détaillés   | Ziad El-Sissy    | Riccardo Nuccio | Iñaki Bravo Dario Cavaliere       |

### Podiums féminins
| Épreuves                               | Or                   | Argent         | Bronze                           |
| -------------------------------------- | -------------------- | -------------- | -------------------------------- |
| Épée individuel résultats détaillés    | Giulia Rizzi         | Nicol Foietta  | Roberta Marzani Éloïse Vanryssel |
| Fleuret individuel résultats détaillés | Olga Rachele Calissi | Morgane Patru  | María Díaz İrem Karamete         |
| Sabre individuel résultats détaillés   | Saoussen Boudiaf     | Chiara Mormile | Eloisa Passaro Rebecca Gargano   |

## Tableau des médailles
| Rang  | Nation  | Or | Argent | Bronze | Total |
| ----- | ------- | -- | ------ | ------ | ----- |
| 1     | Italie  | 2  | 4      | 7      | 13    |
| 2     | Égypte  | 2  | 0      | 1      | 3     |
| 3     | Algérie | 1  | 0      | 0      | 1     |
| 3     | Serbie  | 1  | 0      | 0      | 1     |
| 5     | Espagne | 0  | 1      | 2      | 3     |
| 6     | France  | 0  | 1      | 1      | 2     |
| 7     | Turquie | 0  | 0      | 1      | 1     |
| Total | Total   | 6  | 6      | 12     | 24    |